# Château de Montialoux
Le château de Montialoux est un château situé au-dessus du village éponyme, sur la commune de Saint-Bauzile en Lozère, en France. Il est aujourd'hui en état de ruine mais est facilement accessible.

## Localisation
Le château est situé sur la commune de Saint-Bauzile, en Lozère, en plein cœur de la fertile vallée du Valdonnez, dans l'ancienne province du Gévaudan.

## Historique
Montialoux était le centre d'un des cinq mandements de la baronnie du Tournel. Cette baronnie avait son château principal dans la vallée du Lot, mais possédait plusieurs domaines dans le Valdonnez. Ce château du Tournel, que les barons ont ensuite délaissé au profit de celui du Boy, est peut-être d'époque plus récente que celui de Montialoux. Montialoux pourrait donc être l'une des premières possessions de la famille. Ainsi, Aldebert III du Tournel, futur évêque de Mende, est né à Montialoux vers 1100, et rien ne prouve alors que le Tournel ait déjà été érigé en château.
En 1428, un texte nous dit que les châteaux de Montialoux, de Chapieu et de Montmirat doivent être entretenus et gardés par les populations locales qui y trouvent refuge en cas de danger.
En 1588, les États particuliers du Gévaudan dressent la liste des châteaux à détruire afin qu'ils ne puissent servir de refuge aux protestants. Montialoux est inscrit sur la liste, mais rien ne prouve qu'il ait effectivement été détruit à ce moment-là.
Il semble qu'un nouveau logis ait été construit dans les années 1660 et que le château ait servi de résidence jusqu'en 1782. À cette date, Charlotte de Lafayette et le chevalier de Chavanhac en sont propriétaires, et le vendent à Guillaume Perrier, conseiller du roi et gentilhomme du Gévaudan. Les biens de la famille Perrier seront séquestrés lors de la Révolution française.
Il est ensuite vendu plusieurs fois. En 1932, l'acte de vente précise qu'il se trouve déjà en l'état de ruine.

## Description
Les vestiges comportent un mur d'enceinte, des terrasses qui peuvent être le signe de la présence d'un second mur d'enceinte. Un passage vouté mène à la cour, la chapelle était contre l'enceinte. Un logis plus récent occupe le côté sud de la cour, il reste aussi les soubassements d'une tour ronde.